# Megalopsalis wattsi
Megalopsalis wattsi är en spindeldjursart som först beskrevs av Henry Roughton Hogg 1920.  Megalopsalis wattsi ingår i släktet Megalopsalis och familjen Monoscutidae. Inga underarter finns listade i Catalogue of Life.